# Cao nguyên Genting
3°24′6,51″B 101°46′2,62″Đ / 3,4°B 101,76667°Đ

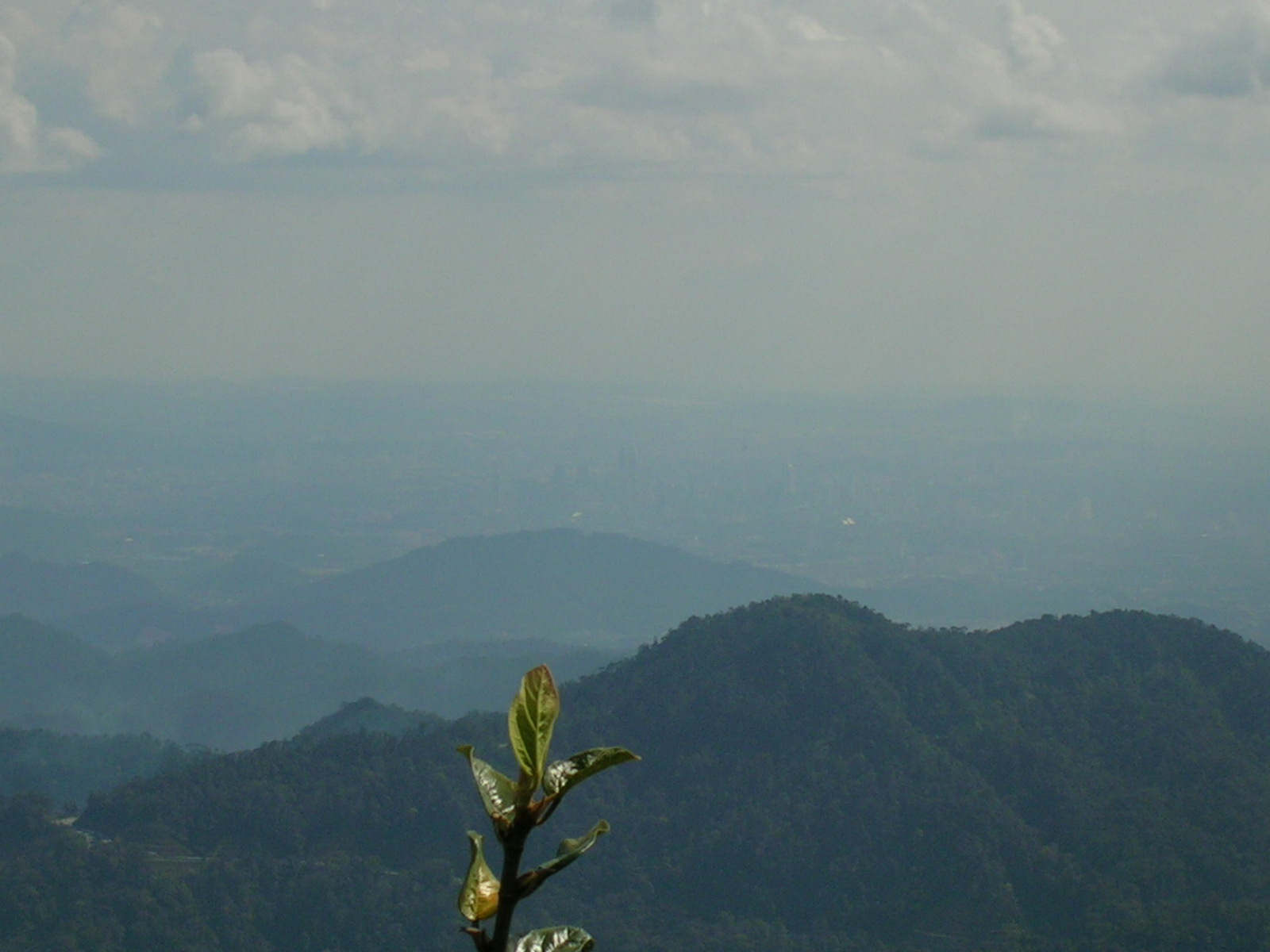
Cao nguyên Genting

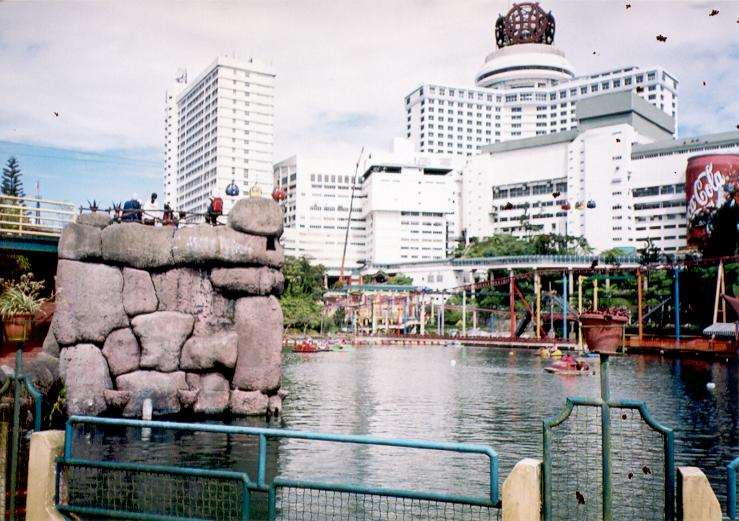
Genting Highlands Hotel

Cao nguyên Genting (tiếng Mã Lai: Tanah Tinggi Genting; tiếng Trung: 雲頂高原; bính âm: Yúndǐng gāoyuán, Hán Việt: Vân Đính cao nguyên; tiếng Anh: Genting Highlands) có độ cao hơn 2000m so với mực nước biển nên Genting có khí hậu mát mẻ quanh năm là một đỉnh núi nằm trong dãy núi Titiwangsa ở giáp giới giữa các bang Pahang và Selangor của Malaysia và nơi có khu nghỉ mát núi có cùng tên.
Nếu đi từ Kuala Lumpur bằng xe hơi mất một tiếng đồng hồ. Ở đây có cáp treo dài nhất Đông Nam Á gọi là Genting Skyway (3.38 km), tuy nhiên đến tháng 3 năm 2009 thì đã bị tuyến cáp treo Bà Nà (Đà Nẵng) ở Việt Nam phá kỷ lục (hơn 5.04 km). Năm 2006, khu nghỉ mát này thu hút 18,4 triệu du khách. Khu nghỉ mát cao nguyên Genting được tạo dựng bởi Tan Sri Lâm Ngô Đồng vào cuối thập niên 1960.

## Đặc điểm

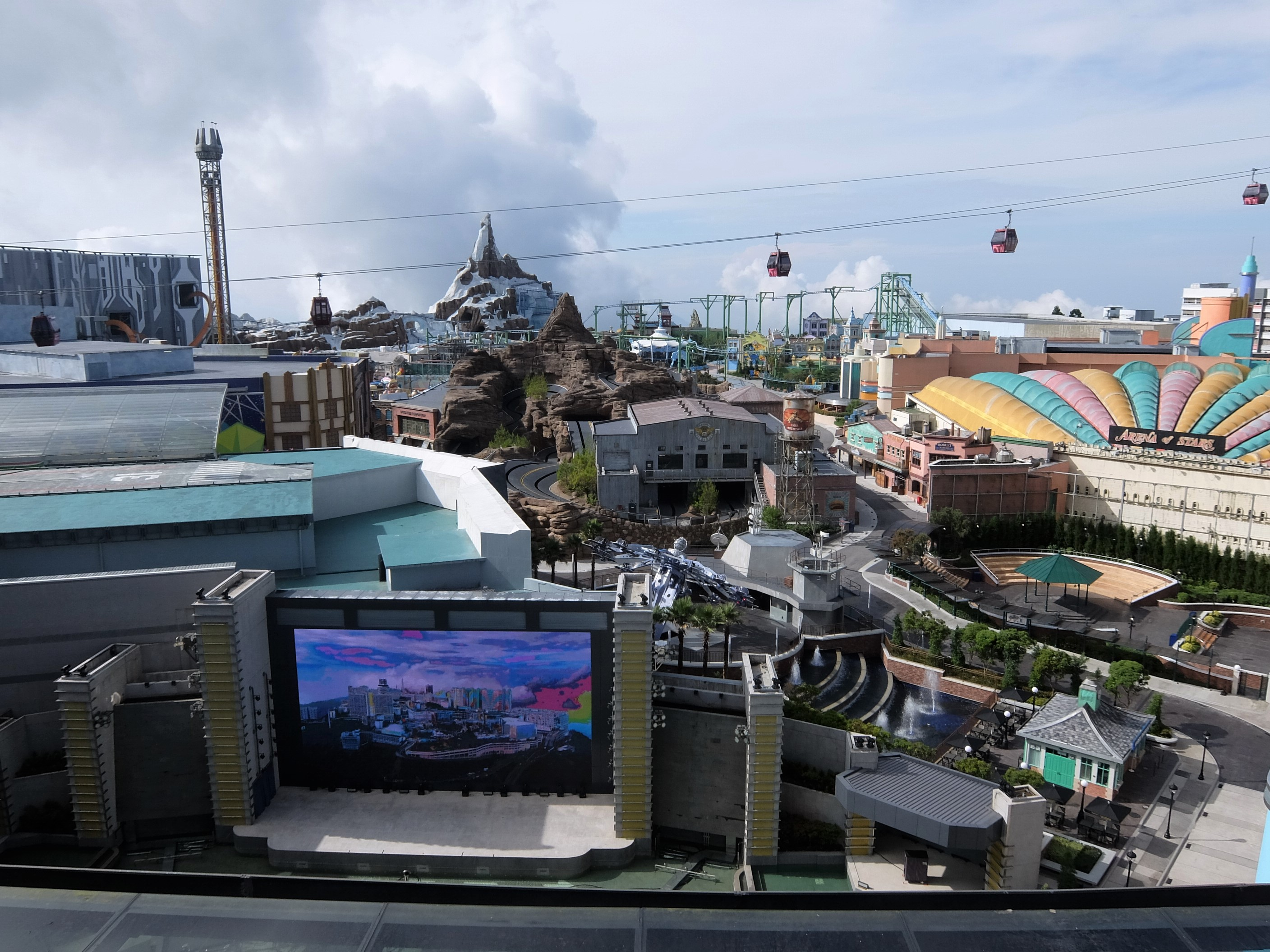
Khu giải trí Genting nhìn từ trên cao

Đôi khi khu vực này được gọi bằng tên không chính thức là Las Vegas của Malaysia vì đây là nơi duy nhất có sòng bạc hợp pháp ở Malaysia, do công ty Resorts World Bhd, một công ty con của Genting Group, và First World Hotel and Resort Sdn Bhd quản lý. Khu nghỉ mát, tên gọi là khu nghỉ mát cao nguyên Genting, cũng có nhiều khách sạn do các công ty con Genting sở hữu, bao gồm Genting Hotel, Highlands Hotel, Resort Hotel, Theme Park Hotel và Awana Genting. First World Hotel có tổng cộng 6.118 phòng, là khách sạn lớn nhất thế giới. Khách sạn này vượt qua MGM Grand Las Vegas, khách sạn lớn nhất thế giới trước đây với 5.690 phòng. Các cơ sở giải trí khác ở Genting còn có các công viên chủ đề, sân golf, các khu mua sắm, tàu lượn cao tốc, phòng hòa nhạc và với hơn 80 cửa hàng bán lẻ, 60 địa điểm vui chơi, giải trí.
Cao nguyên Genting còn được biết đến bởi các danh hiệu như " Thành phố trong mây" hay "Thành phố giải trí (City of Entertainment)" vì ở cao nguyên này mọi người có thể thấy mây và đôi khi mây bay thấp hơn so với độ cao của cao nguyên Genting

## Xe cáp đến Genting

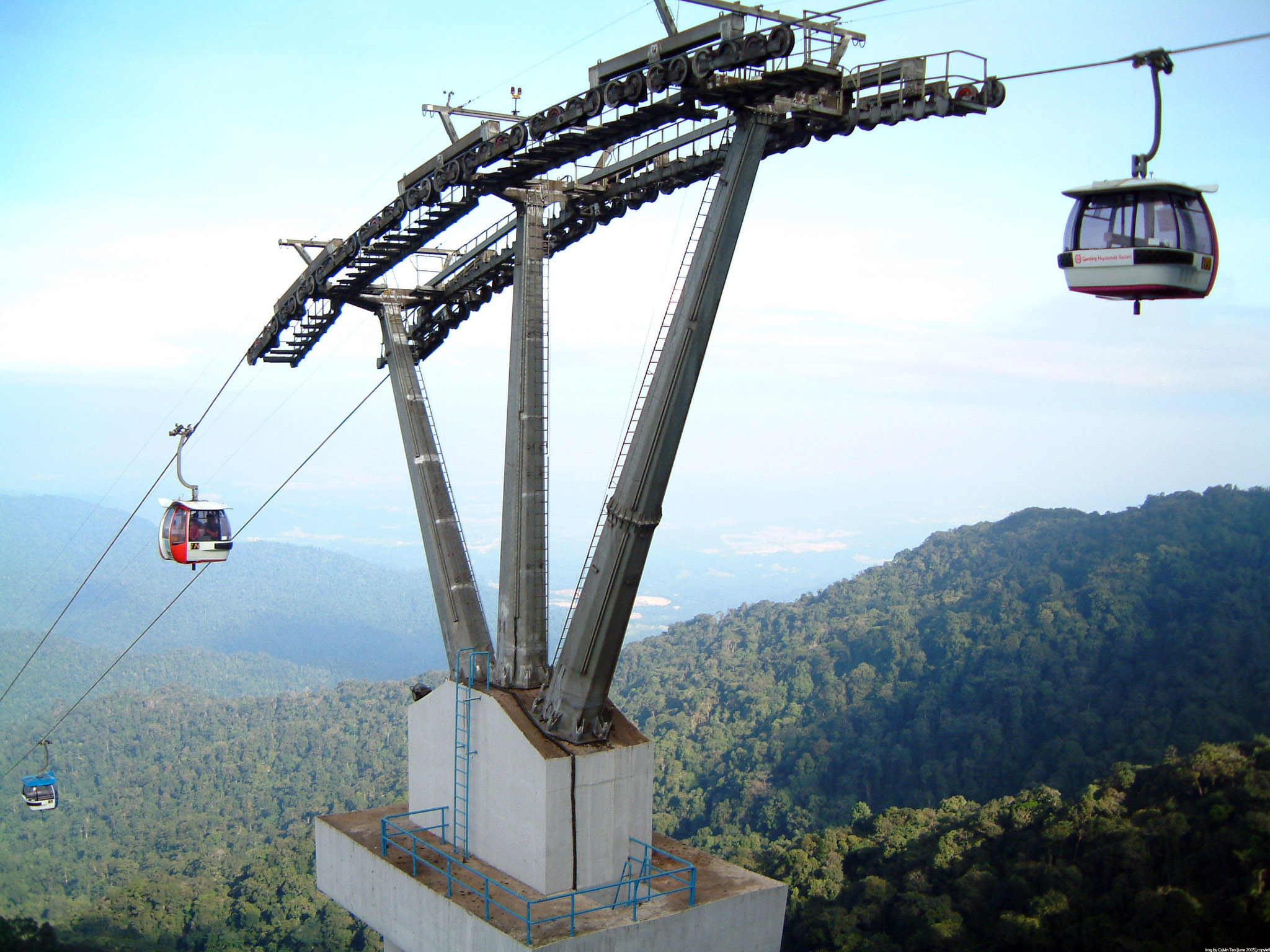
Cáp treo Genting

Xe cáp đến Genting có chiều dài 3,38 km là xe cáp treo dài nhất Đông Nam Á và được ghi nhận như " Hệ thống xe cáp treo đơn nhanh nhất Đông Nam Á ", giúp du khách du lịch có một tầm nhìn xanh dọc đường đến với khu du lịch với việc nhìn phong cảnh xung quanh đường lên đỉnh.
- Độ dài di chuyển 11 phút từ trạm xuất phát.
- Thời gian hoạt động:Chủ nhật và thứ sáu:7.30 sáng đến 11h đêm. Thứ bảy: 7.30 sáng đến 12h đêm.

## Miếu Thanh Thủy Nham
Là ngôi đại tự tuyệt vời nhất Genting nằm ở độ cao 1419m, nơi có bức tượng Phật thầy Thanh Thủy (Chin Swee) nổi tiếng.
Nay Bà Nà, Việt Nam là tuyến xe cáp dài nhất Đông Nam Á

## Phương tiện đến với Genting
Cách Kula Lumpur 51 km, du khách chỉ mất có 45 phút lái xe để đến đây.
Dịch vụ Limousine có thể tìm thấy ở mọi nơi. Dịch vụ xe buýt chất lượng cao có thể đón được nhiều nơi để đến với cao nguyên này. Xe 26 và 44 chỗ ngồi trực tiếp từ Kula Lampur và những địa điểm khác.
Để thuận tiện nhất, du khách có thể đón xe Go Genting Express từ trạm xe buýt Puduraya, Pasarakyat, trạm kL Sentral, Terminal Putra Gombak, Hentian Kajang, và 1-Utama Shopping Complex.

## Các sự kiện diễn ra ở cao nguyên Genting
- Genting Presents Michelin Star Dining - Sự kiện ăn tối đặc biệt của Genting - Nơi gặp gỡ của các đầu bếp ở Malaysia.

Thời gian: Tháng 11-2008.
- Gems of the World - Bộ sưu tập ngọc tự nhiên quý hiếm với quy mô lớn nhất thế giới.